# Lanasaurus
Lanasaurus is een geslacht van plantenetende ornithischische dinosauriërs, behorend tot de groep van de Heterodontosauridae, dat tijdens het vroege Jura leefde in het gebied van het huidige Zuid-Afrika. De typesoort Lanasaurus scalpridens is wellicht identiek aan Lycorhinus angustidens.

## Naamgeving en vondst
De soort is in 1975 benoemd en beschreven door Christopher Gow. De geslachtsnaam is afgeleid van het Latijnse lana, "wol" en eert professor Alfred Walter Crompton die de bijnaam Fuzz had wegens zijn wollige krullenbol. De soortaanduiding betekent "beiteltand" van het Latijnse scalprum, "beitel" en dens, "tand".
Het holotype, BP/1/4244, is gevonden in het Golden Gate Highlands National Park, Oranje Vrijstaat, in een laag van de Elliotformatie daterend uit het Hettangien- Sinemurien. Het bestaat uit een stuk bovenkaak, maxilla met tanden.

## Beschrijving
Het kaakfragment duidt op een tamelijk klein dier, ongeveer een à anderhalve meter lang. De tanden tonen een typisch vervangingspatroon, waarbij ze in drie golven uitvielen en steeds de derde tand op een rij verdrongen werd. De tandrij heeft in het midden een opvallende kromming. Vooraan is nog een diasteem, een opening in de tandrij, waarneembaar die duidt op een mogelijke aanwezigheid van slagtanden in de praemaxilla, een kenmerk van de Heterodontosauridae.

## Fylogenie
Lanasaurus werd in 1975 door Gow toegewezen aan de Heterodontosauridae, wat tot nu toe een gebruikelijke indeling zou blijven, hoewel Paul Sereno in 1986 eenmalig aan de Xiphosauridae toewees. In 1990 meende Gow zelf echter dat de soort een jonger synoniem is van Lycorhinus angustidens. Sommigen menen echter dat die soort zelf weer een nomen dubium is, wat uit zou sluiten dat Lanasaurus eraan toegewezen zou kunnen worden.